# Борц, Валерия Давыдовна
Валерия Давыдовна Борц (1927—1996) — подпольщица Великой Отечественной войны, участница антифашистской организации «Молодая гвардия».

## Биография

### До войны
Валерия Борц родилась 21 марта 1927 года в селе Новобешево Старобешевского района Донецкой области в семье учителей. В 7 лет пошла в школу. В 1940 году семья Борц переехала в Краснодон.

### Во время войны
«С первых дней войны ученица 8-го класса школы № 1 имени А. М. Горького Валерия Борц вместе с одноклассниками помогает фронту. Во время оккупации, в октябре 1942 года, Валерия вступает в ряды подпольной организации „Молодая гвардия“». Состояла в группе Сергея Тюленина. В подполье вступила в ряды комсомола. Валерия Борц вместе с Ниной Иванцовой «осуществляли связь подпольных групп посёлков Краснодона и Первомайки со штабом „Молодой гвардии“. Когда начались аресты, попыталась перейти линию фронта, но попытка была неудачной. До прихода советских войск скрывалась у родственников в Ворошиловграде».
В отличие от большинства других молодогвардейцев, Борц до конца своих дней высказывалась, что организацию предал Виктор Третьякевич, ссылаясь на то, что его пытали в присутствии её матери. При этом она неоднократно меняла своё мнение. Весной 1959 года совместная комиссия КПСС и КГБ, изучив материалы о гибели краснодонского подполья, установила, что данная информация основана на слухах и домыслах, фактом же является непричастность Третьякевича к провалу организации и его видная роль в создании и руководстве «Молодой гвардией».

### После войны
После освобождения Краснодона Валерия Борц продолжила учёбу: сдала экстерном экзамены за среднюю школу и в августе 1943 года поступила в Военный институт иностранных языков (Москва).
После окончания института работала переводчиком-референтом испанского и английского языков в Бюро иностранной литературы при Военно-техническом издательстве.
В 1963 году была командирована на Кубу — редактором технической литературы на испанском языке, а в 1971 году направлена в Польшу, где продолжала службу в рядах Советской Армии.
В 1953 году вступила в КПСС.
В 1957 году Валерия Борц и её муж впервые стали участниками официальных соревнований по авторалли.
В 1960 получила звание мастера спорта СССР по автомобильному спорту.
В конце жизни подполковник запаса Валерия Борц жила в Москве.
Валерия Борц скончалась 14 января 1996 года в возрасте 68 лет; прах, по её завещанию, был развеян над Краснодоном.

### Семья
- Муж — Сергей Иванович Похвалин
  - Сын — Сергей Сергеевич Похвалин (род. 1954)
    - Внучка — Анна Сергеевна Похвалина (род. 1982)

## Награды
Награждена орденом Красной Звезды и медалью «Партизану Отечественной войны» 1-й степени, а также медалями за безупречную службу в рядах Советской Армии.